# أبريبيتانت
أبريبيتانت (بالإنجليزية: Aprepitant)‏،هو دواء يستخدم لمنع الغثيان والقيء الناجم عن العلاج الكيميائي ولمنع الغثيان والقيء بعد عمليات الجراحة .  يمكن استخدامه مع أوندانسيترون وديكساميثازون . يؤخذ عن طريق الفم.
تشمل الآثار الجانبية الشائعة التعب ، وفقدان الشهية ، والإسهال ، وآلام البطن ، والفواق ، والحكة ، والالتهاب الرئوي ، وتغيرات ضغط الدم. قد تشمل الآثار الجانبية الشديدة الأخرى الحساسية المفرطة . بينما لا يبدو أن الاستخدام أثناء الحمل ضار .  
تمت الموافقة على أبريبيتانت للاستخدام الطبي في أوروبا والولايات المتحدة في عام 2003. تم تصنيعه بواسطة ميرك آند كو وهو مدرج في قائمة الأدوية الأساسية لمنظمة الصحة العالمية . 

## الاستخدامات الطبية
يستخدم أبريبيتانت للوقاية من الغثيان والقيء الناجم عن العلاج الكيميائي ولمنع الغثيان والقيء بعد الجراحة . 
يمكن استخدام أبريبيتانت مع أوندانسيترون وديكساميثازون .  يؤخذ عن طريق الفم.

## تاريخ
تمت الموافقة عليه من قبل إدارة الغذاء والدواء (FDA) في عام 2003.  في عام 2008 ، تمت الموافقة على فوسأبريبيتانت ، وهو شكل وريدي من أبريبيتانت في الولايات المتحدة.

## روابط خارجية
- "أبريبيتانت". Drug Information Portal. بوابة المعلومات الدوائية :المكتبة الوطنية الأمريكية للطب. مؤرشف من الأصل في 2020-09-28.